# Adesmia bicolor
Adesmia bicolor är en ärtväxtart som först beskrevs av Jean Louis Marie Poiret, och fick sitt nu gällande namn av Dc. Adesmia bicolor ingår i släktet Adesmia och familjen ärtväxter. Inga underarter finns listade i Catalogue of Life.